# Meteor (vaixell de 1986)
El Meteor (o també Meteor III) és un vaixell oceanogràfic de recerca multidisciplinar que opera principalment a alta mar. És propietat de l'estat alemany representat pel Ministeri Federal d'Educació i Recerca i de la Universitat d'Hamburg que actua com a operador.
Opera principalment a les regions de l'oceà Atlàntic, l'oceà Pacífic oriental i l'oceà Índic occidental, així com a la mar Mediterrània i a la Bàltica en els camps de la geologia marina, l'oceanografia, la biologia marina, l'oceanografia química i l'ecologia. L'actual Meteor és el tercer vaixell de recerca alemany del mateix nom després dels de 1914 i 1964.

## El vaixell
El vaixell és propietat de la República Federal d'Alemanya, representada pel Ministeri Federal d'Educació i Investigació (BMBF), que també va cobrir les despeses de construcció. Depenent de l'ús, el 70% dels costos d'explotació (equipament, reparacions, personal permanent) són coberts per la Fundació Alemanya d'Investigació com a suport a la recerca i el 30% restant pel Ministeri federal. La preparació científica, tècnica, logística i financera, el processament i el suport de les operacions del vaixell són realitzades pel Centre de control de vaixells d'investigació alemany de l'Institut de Geologia de la Universitat d'Hamburg. Permet acollir fins a 30 científics per treballar en 20 laboratoris a la coberta principal.

### Dades tècniques
La propulsió del vaixell és dièsel-elèctrica amb dos motors elèctrics del fabricant Lloyd Dynamowerke GmbH de Bremen, cadascun d'ells amb una potència de 1.150 kW, estan disponibles com a motors de tracció i actuen directament sobre l'hèlix fixa.
Està equipat amb quatre motors dièsel, cadascun amb una potència de 1.000 kW que accionen quatre generadors trifàsics, cadascun amb una potència aparent de 1.350 kVA. Hi ha disponible un generador dièsel amb 342 kW (390 kVA de potència aparent) per a les operacions portuàries. El motor dièsel d'emergència té una potència de 81,9 kW (potència aparent 93 kVA).
El vaixell també disposa de diversos cabrestants i diverses grues per a la investigació. També pot acollir la utilització de planadors submarins des del vaixell, així com una plataforma d'observació per un vehicle submarí operat remotament, Marum-Quest. A més, el vaixell està equipat amb una eco-sondeig.
A bord hi ha diversos espais per a contenidors de 10 i 20 peus. També es pot carregar un contenidor de 40 peus (12,192 x 2,438 m) a la coberta principal.
El Meteor ofereix allotjament per a 32 membres de la tripulació, així com per a 28 científics i fins a dos empleats del Servei Meteorològic alemany que són els responsables de l'estació meteorològica del vaixell. Un tècnic de ràdio meteorològic sempre està a bord i, si cal, un meteoròleg.
El vaixell pot romandre a alta mar de 45 a 50 dies, cobrint unes 10.000 milles marines.

## Història
Es va construir l'any 1985/86 a la drassana Schlichting de Travemünde amb el número de construcció 2030. La quilla es va col·locar el 13 de març de 1985 i el llançament va tenir lloc el 3 de setembre de 1985. El vaixell es va completar el febrer de 1986 i es va posar en servei el 15 de març de 1986. La naviliera F. Laeisz de Bremerhaven s'encarregà del transport fins a finals de 2012. L'empresa Briese Schiffahrt, amb seu a Leer, va guanyar la licitació per a la gestió del vaixell a partir del 2013.
La licitació per a un successor del Meteor, anomenat Meteor IV i previst que entrés en servei el 2024, estava prevista que comencés al juny de 2020. El grup licitador Meyer-Fassmer-Spezialschiffbau es va adjudicar el contracte com a part d'una licitació a nivell europeu el desembre de 2021. El nou vaixell, que no està previst que entri en servei fins al 2026, substituirà el Meteor III i el Poseidó, aquest darrer ja fora de servei.

## Curiositat
L'empresa alemanya de modelisme Revell comercialitza la maqueta per muntar del Meteor a escala 1:300.